# تفجيرات مدريد 2004

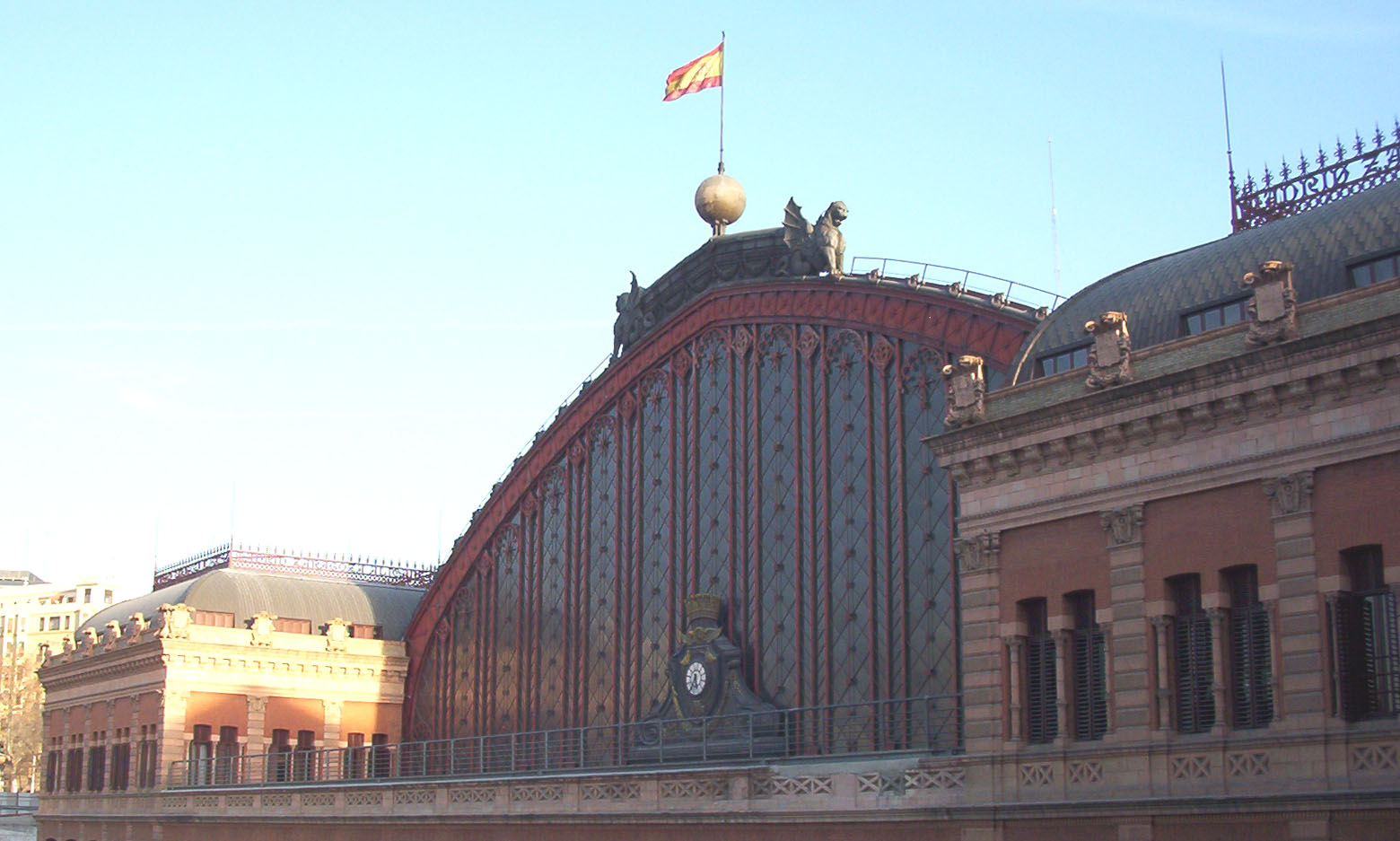
محطة أتوشا رينفي في مدريد

تفجيرات مدريد 2004 و تعرف أيضا بتفجيرات 11 مارس 2004  في محطة قطارات أتوشا رينفي في مدريد إسبانيا. يعرفها الأسبان ب (11-M) ، وكانت سلسلة من التفجيرات الإرهابية المتناسقة التي استهدفت شبكة قطارات نقل الركاب في مدريد في صباح 11 مارس 2004 (قبل ثلاثة أيام من الانتخابات العامة الأسبانية) مسببة في مقتل 191 شخصاً وجرح 1.755 آخرين.

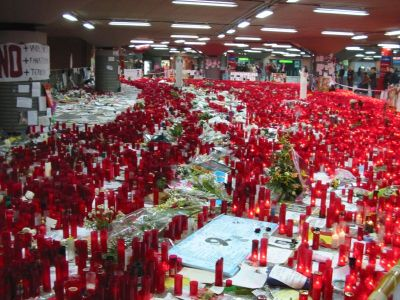
شموع أوقدت تخليداً لذكرى الضحايا

التحقيقات القضائية الإسبانية لاحقاً أثبتت أن المنفذين لهذه التفجيرات كانوا من خلية استوحت فكرها من جماعة القاعدة الارهابية  رغم أن التحقيقات أثبتت أن لا ضلوع للقاعدة بشكل مباشر في الهجمات وكان الأمر (مجرد استيحاء) من تلك الجماعة. وتم اعتقال من يحملون الجنسية الأسبانية والذين اتهموا بتزويد المنفذين بمواد التفجير.
و قد أدانت معظم دول العالم هذه التفجيرات التي استهدفت المدنيين.

## التفاصيل
خلال ساعات الذروة في مدريد صباح الخميس 11 مارس 2004، وقعت عشرة انفجارات على متن أربعة قطارات للركاب (سركانيياس - cercanías). أدى هذا التاريخ إلى الاختصار الشائع للحادث وهو «إم 11». كانت جميع القطارات المتضررة تسير على نفس الخط وفي نفس الاتجاه بين ألكالا دي إيناريس ومحطة مترو أتوشا في مدريد. وأفادت التقارير في وقت لاحق عن وجود 13 عبوة ناسفة في القطارات. تخلصت الفرق المختصة في تفكيك المتفجرات والتي وصلت إلى مواقع التفجيرات، اثنتين من العبوات الناسفة الثلاث المتبقية في تفجيرات محكومة، لكن تعثر على الثالثة حتى وقت متأخر من المساء، إذ خُزنت عن غير قصد مع الأمتعة المأخوذة من أحد القطارات. أقر التحقيق القضائي التسلسل الزمني التالي للأحداث.
غادرت جميع القطارات الأربعة محطة ألكالا دي إيناريس بين 07:01 و 07:14. وقعت الانفجارات بين الساعة 07:37 والساعة 07:40 ، كما هو موضح أدناه (جميع الأوقات الواردة بالتوقيت المحلي توقيت وسط أوروبا، التوقيت العالمي الموحّد +1):
- محطة اتوشا (قطار رقم 21431) - انفجرت ثلاث قنابل. بناءً على تسجيل الفيديو من النظام الأمني للمحطة، انفجرت القنبلة الأولى في الساعة 07:37، وانفجرت اثنتان أخريان في غضون 4 ثوانٍ من بعضهما البعض في الساعة 07:38.
- محطة إل بوزو ديل تيو رايموندو (القطار رقم 21435) - في حوالي الساعة 07:38، انفجرت قنبلتان في عربات مختلفة عندما غادر القطار المحطة.
- محطة سانتا يوجينيا (قطار رقم 21713) - انفجرت قنبلة في حوالي الساعة 07:38.
- كالي تيليز (القطار رقم 17305)، على بعد 800 متر تقريبًا من محطة أتوشا - انفجرت أربع قنابل في عربات مختلفة للقطار حوالي الساعة 07:39.

بدأ عمال الإغاثة لحالات الطوارئ في الساعة 08:00، بالوصول إلى مواقع التفجيرات. أفادت الشرطة عن بلوغ عدد الضحايا إلى 50 جريح وعدة قتلى. بحلول الساعة 08:30، نظمت خدمة الإسعاف سامور (خدمة المساعدة البلدية للطوارئ والإنقاذ)، مستشفى ميدانيًا في مرفق داويز وفيلاردي الرياضي. ساعد المارة والسكان المحليون عمال الإغاثة، إذ توقعت المستشفيات وصول العديد من الضحايا. أبلغ رجال الإطفاء عن مقتل 15 شخصًا في إل بوزو في الساعة 08:43. بحلول الساعة 09:00، أكدت الشرطة وفاة ما لا يقل عن 30 شخصًا - 20 في إل بوزو وحوالي 10 في سانتا يوجينيا وأتوشا. كان هناك 193 جثة مؤكدة.
| الجنسية             | الضحايا |
| إسبانيا             | 130     |
| رومانيا             | 16      |
| بلغاريا             | 12      |
| الإكوادور           | 7       |
| بيرو                | 7       |
| بولندا              | 4       |
| كولومبيا            | 2       |
| جمهورية الدومينيكان | 2       |
| هندوراس             | 2       |
| المغرب              | 2       |
| أوكرانيا            | 2       |
| فرنسا               | 1       |
| البرازيل            | 1       |
| تشيلي               | 1       |
| كوبا                | 1       |
| الفلبين             | 1       |
| السنغال             | 1       |
| غينيا بيساو         | 1       |
| المجموع             | 193     |

كان العدد الإجمالي للضحايا أعلى من أي هجوم إرهابي آخر في إسبانيا، متجاوزًا عدد القتلى البالغ 21 شخصًا وعدد الجرحى 40 شخصًا في تفجير عام 1987 في سلسلة متاجر هيبركور في برشلونة. أعلنت منظمة إيتا مسؤوليتها عن ذلك الهجوم. كان هذا أسوأ هجوم إرهابي في أوروبا منذ تفجير رحلة بان أمريكان 103 فوق لوكربي، اسكتلندا، في ديسمبر 1988.

## الخلافات
نشأت الخلافات المتعلقة بتعامل الحكومة مع تفجيرات قطارات مدريد وتمثيلها، بين الحزبين السياسيين الرئيسيين في إسبانيا، حزب العمال الاشتراكي الإسباني (بّي إس إو إي) والحزب الشعبي (بّي بّي)، باتهام بعضهما البعض بإخفاء أو تشويه الأدلة لأسباب انتخابية.

### الخلافات حول المسؤولية
أفادت التقارير أن الجماعة الإسلامية المسلحة المسؤولة عن التفجير استخدمت ثلاث عشرة عبوة ناسفة مرتجلة، انفجر أغلبها باستثناء ثلاثة. بدت علاقة هذه المجموعة بالقاعدة ضعيفة للغاية، لكنها هدفت إلى التصرف باسمها. فككت الشرطة الإسبانية المجموعة بالكامل بعد التفجيرات بوقت قصير، وقُتل الأعضاء الأساسيون في انفجار انتحاري واضح، عندما حُوصروا في بلدة ليغانيس القريبة.
أدت تفجيرات مدريد إلى تفاقم حدة الخلافات السياسية والاجتماعية بين الأحزاب في إسبانيا. وتناقضت بشدة مع الهجمات الإرهابية واسعة النطاق الأخرى، مثل التي شهدتها نيويورك ولندن، التي حفزت المجتمع والقوى السياسية نحو الوحدة.
تجسد الانقسام السياسي في إسبانيا في اتهامات أعضاء الحزب الشعبي وعدة وسائل إعلام محافظة، المتعلقة بهوية المسؤول عن التفجيرات وما إذا نُفذت لتحقيق مكاسب سياسية. أيدت بعض هذه المصادر في البداية الفرضية القائلة أن إيتا كانت وراء الهجمات. ركزت هذه المجموعات تحقيقاتها على التفاصيل الغامضة والتناقضات في التقرير الموجز، وأعربت عن شكوكها حول مصادقية الأدلة المقدمة وحيادها.
منذ التفجيرات، زعم حزب المعارضة الرئيسي علنًا، الحزب الشعبي (الذي فقد السلطة في الانتخابات في أعقاب التفجيرات مباشرةً)، بالإضافة إلى وسائل الإعلام المحافظة في إسبانيا، باحتمال اضطلاع الحزب الاشتراكي، والشرطة، والخدمات السرية الأسبانية والفرنسية والمغربية، وبالطبع منظمة إيتا، بدور في تنظيم الاعتداء. لم تشارك جميع وسائل الإعلام المحافظة في هذه الحملة. هناك فرق واضح بين الذين اعتقدوا أن حزب العمال الاشتراكي الإسباني (بّي إس أو إي) استخدم التفجيرات لتحقيق مكاسب سياسية (إذ تمكن من الوصول إلى المعلومات، سواء من فرنسا أو من خلال صلاته مع الشرطة، واستخدمها لانتقاد الحكومة في أعقاب التفجيرات)، والذين اعتقدوا أن ائتلاف إيتا، وبعض الجماعات في قوى أمن الدولة (ربما جماعات مرتبطة بمجموعة التحرير المناهضة للإرهاب (جي إيه إل))، والخدمات السرية المغربية، والحزب الاشتراكي العمالي الإسباني، ربما كان لهم دور إما في تنظيم التفجيرات أو عرقلة التحقيقات الرسمية. ضمت المجموعة الأولى صحيفة إيه بي سي، بينما شملت المجموعة الثانية محطة راديو سي أو بّي إي وصحيفتي لا راثون وإل موندو. زعمت المجموعة الثانية أن الرواية الرسمية مشكوك فيها وأن الحقيقة ما زالت مجهولة. ربطوا هذه المزاعم بشكوك حول شرعية الحكومة القائمة، التي عارضوها أيديولوجيًا.
كانت هناك محاولة لربط إيتا بالتفجيرات في مايو 2006، عندما نشرت إل موندو في صفحتها الأولى أنه عُثرعلى بطاقة أعمال لشركة موندراغون التعاونية الباسكية (إم سي سي) في الشاحنة التي استخدمها الإرهابيون. لم تُذكر على هذه الأدلة، التي اكتشفها رجال الشرطة الذين وجدوا الشاحنة، في العديد من تقارير الشرطة. كان الأساس المنطقي الذي استندت إليه إل موندو هو أن موندراغون لا علاقة لها بإيتا، ولكنه يمكنها الإشارة إليها، تمامًا كما أشارت الشرائط القرآنية إلى المتطرفين الإسلاميين. 
أكدت الشرطة الإسبانية لاحقًا أنها لم تكن بطاقة عمل، بل غلاف قرص مضغوط موسيقي لمجموعة الروك الإسبانية الشهيرة في الثمانينيات أوركستا موندراغون. عُثر على القرص المضغوط وغلافه في كومة من الأقراص المضغوطة الموسيقية المختلفة. ويبدو أن المالك الشرعي استخدم الجزء الخلفي من الغطاء لتحذير الناس عندما أوقف سيارته في منتصف الشارع، إذ كُتبت عليه رسالة بخط اليد تقول «سأعود على الفور». ومع ذلك، استمرت إل موندو في الإصرار على وجود بطاقة إم سي سي في الشاحنة.
أكدت الشرطة الإسبانية أيضًا أن بطاقة من «غرافيكاس بلباينز» («مطبوعات بلباو»، وهي مطبعة تقع في مدريد) التي وجدت في الشاحنة كانت مصدر اللبس المزعوم.